# 柯文哲
柯文哲（1959年8月6日—），臺灣外科醫師、政治人物，台灣民眾黨籍，台灣民眾黨創黨主席，曾任臺北市市長、國立臺灣大學醫學院教授、國立臺灣大學醫學院附設醫院醫師，專長為外科重症醫學、器官移植、人工器官，是葉克膜在台灣的推手之一。
柯文哲於2006年開始在媒體曝光而知名。2014年參選臺北市市長，成為臺北市改制直轄市後首位無黨籍市長，並於2018年連任。2019年，創立台灣民眾黨並擔任黨主席。2022年卸任台北市長，隔年自台大醫院退休，並代表民眾黨參選2024年中華民國總統選舉，最終排行第三敗選告終。
2024年，柯文哲因涉入政治獻金案與京華城案遭檢察官偵辦與羈押，並於2025年1月1日請辭民眾黨主席。

## 早年及個人生活

### 家庭背景

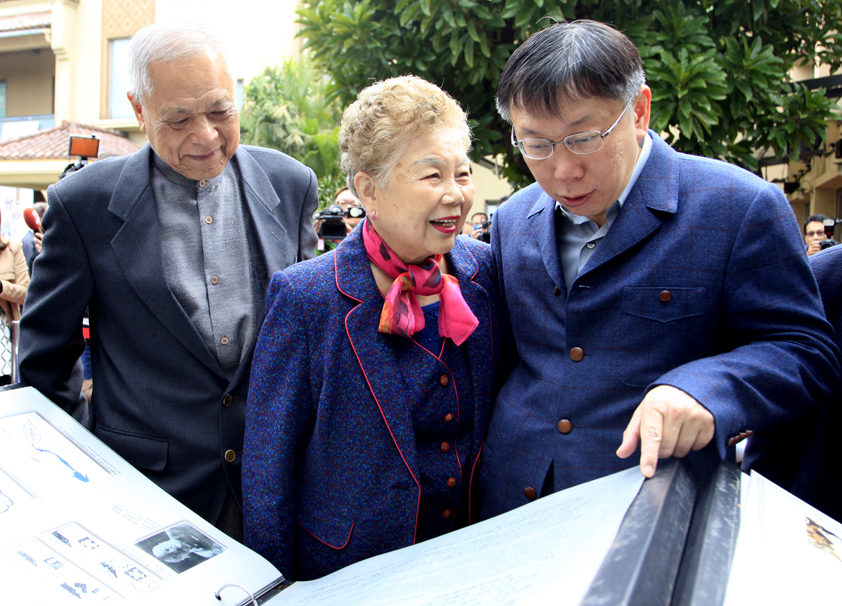
柯文哲陪同父母參訪二二八紀念館

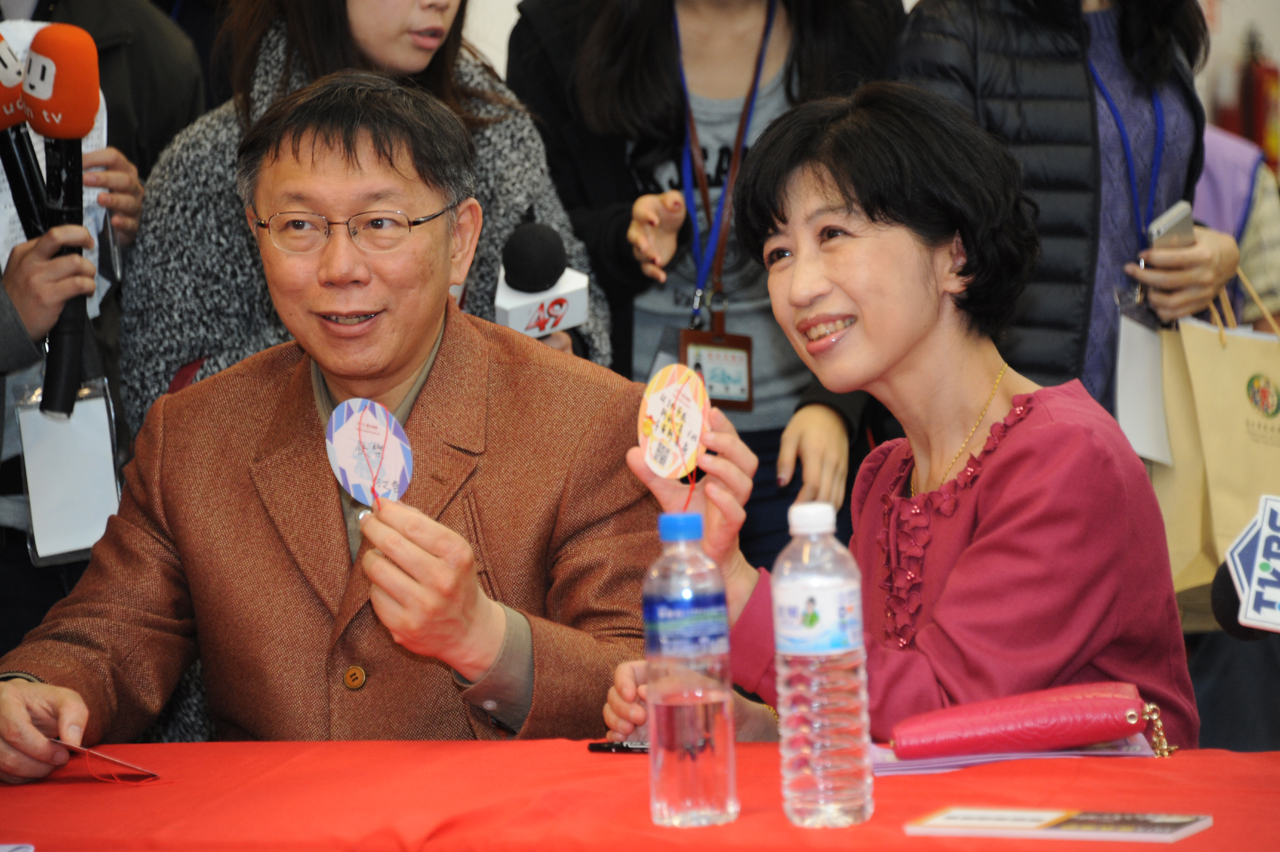
柯文哲與妻子陳佩琪

柯文哲出生於新竹，祖籍福建省泉州府南安縣，祖父柯世元在中華民國政府遷臺後，擔任新竹督學，同年10月由臺灣省行政長官公署教育處派任為新竹女子高等家政學校校長。在228事件清鄉時被軍隊拘禁將近一個月，其間遭毆打，返家後曾臥床3年多，後於1950年，以54歲之齡病逝。2003年8月2日，第十任中華民國總統陳水扁頒發「228回復名譽證書」給491位受難者及家屬，其中就包括柯文哲。父親柯承發為新竹市東園國小教師，母親何瑞英為退休公務員。
柯文哲為家中長子，其弟柯宇謙是中華大學資管系教授；么妹柯美蘭為臺大醫院新竹醫院醫師、國立清華大學合聘教授，曾投入2024年新竹市立委選舉但未當選。妻子陳佩琪是澎湖縣人，現任臺北市立聯合醫院和平婦幼院區中正門診部主任，兩人育有1子2女。

### 個人生活
有報導稱柯文哲有亞斯伯格症，柯文哲也自稱具備這種特質，但从未正式經過醫師臨床診斷。
柯文哲表示，自己的祖先有「茹素修道」的傳統，自己也讀過許多佛經。在醫院中看了很多人生無常，愈理解佛教「四聖諦」中「苦諦」所揭示的「八苦」。

### 求學時期
柯文哲就學於新竹縣新竹市民富國民小學、新竹縣立育賢國民中學，1977年以第一名的成績畢業於臺灣省立新竹高級中學。就讀國立陽明醫學院醫學系1年後，1979年重考進入國立臺灣大學醫學系。畢業後取得執業醫師資格，因為受其師朱樹勳影響而選擇外科為專業，投入「急診」與「重症加護」的前線工作。1986年進入中華民國陸軍服兵役，在第二六九師任少尉军医預官，1988年退伍回到臺大醫院任職。

## 醫師生涯

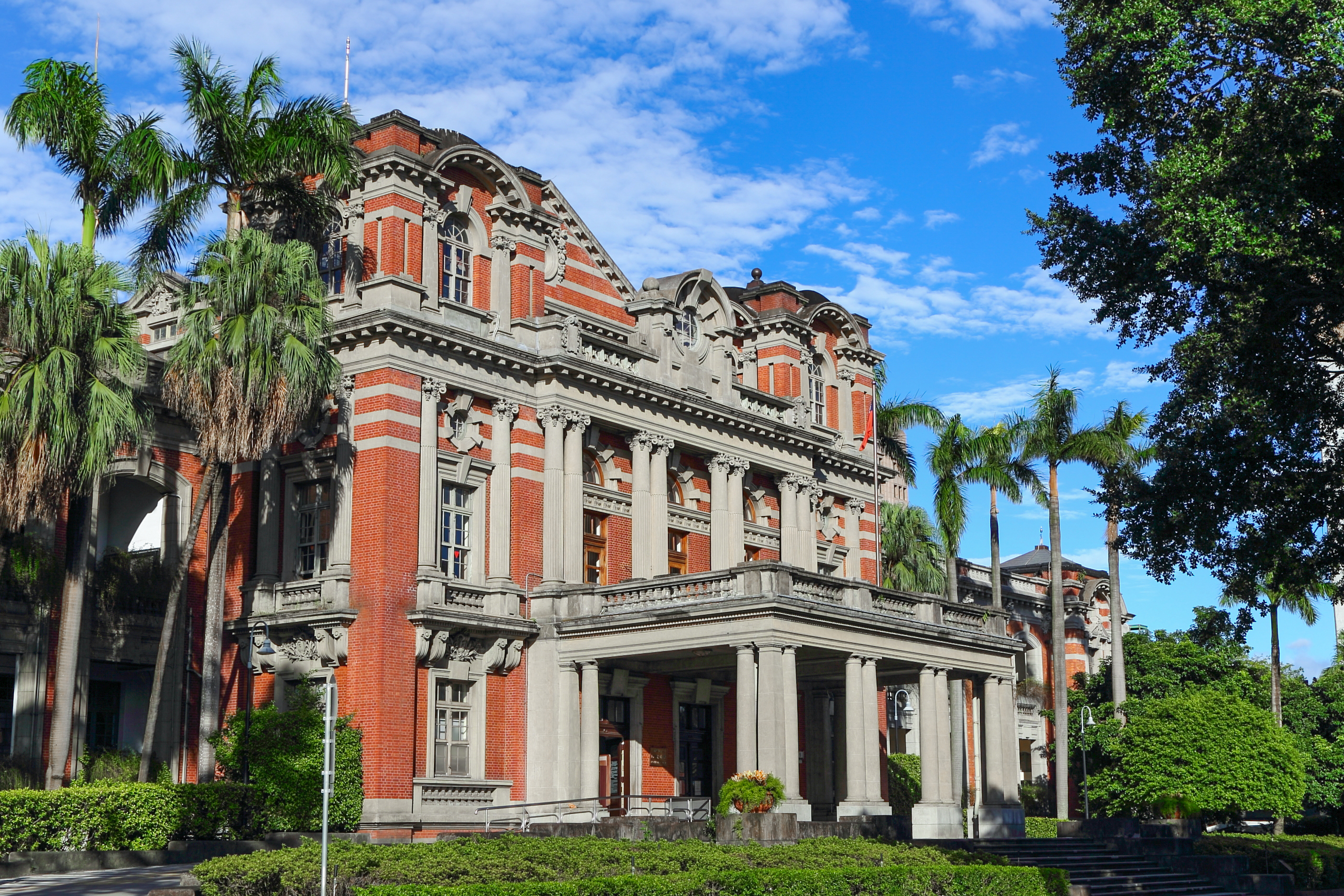
國立臺灣大學醫學院附設醫院

柯文哲返回臺大醫院工作後為研究器官移植赴美進修，1993年至美國明尼蘇達大學醫學院外科擔任研究員，研究「人工肝臟」。隔年返臺回到急診室工作，並進入國立臺灣大學醫學院臨床醫學研究所博士班。經臺大醫院外科主任朱樹勳指派，柯文哲建立起臺大器官移植小組，並以心臟移植為目標。其所負責的創傷急救團隊使用葉克膜，將病患存活率從19%提高到51%，並曾於2008年1月30日創下讓病患連續使用葉克膜117天再移除且成功復原的世界紀錄。1999年11月起，任臺大醫院器官移植管理委員會委員兼執行秘書，并兼任器捐勸募小組負責醫師職務，柯文哲參考美國標準醫療程序及臺灣醫療技術，在臺大醫院建立了「標準器官移植程序」，以維持器官移植手術的水準，增加病人存活率。後經行政院衛生署推廣至全國。2000年後，至中國大陸參加多次醫學會議，將葉克膜技術傳入中國大陸。
2002年，取得國立臺灣大學醫學院臨床醫學研究所醫學博士。2002年6月6日衛生署成立「財團法人器官捐贈移植登錄中心」，柯文哲接受衛生署醫政處委託，與臺大資訊室掛名專案方式，建立網路器官捐贈登錄制度，並由柯文哲執行。
2006年7月15日，柯文哲於《民生報》撰文 〈反省、認錯、道歉 談趙建銘案〉，自此受媒體注意，偶爾受訪表達對政治事件的看法。11月18日，臺中市市長胡志強妻子邵曉鈴在為中國國民黨高雄市長參選人黃俊英輔選行程中，因車禍陷入深度昏迷，柯文哲建議為邵曉鈴安裝葉克膜，並立刻指派臺大急救小組安裝葉克膜，最終得以治療康復。11月26日，連勝文槍擊案發生，由柯文哲和臺大醫院醫療團隊配合下搶救連勝文，由於連勝文康復迅速，一度引發槍擊造假的傳聞，對此柯文哲出面來駁斥此傳聞。
2011年8月24日，臺灣發生首例愛滋病患者器官移植案。由柯文哲負責的臺大醫院器官移植團隊將愛滋病患者器官移植给了五名病人。衛生署認定柯文哲有督導之責，對他進行懲處。2012年，監察院認為器官移植辦法由柯文哲擬定，認定柯文哲應負「嚴重行政疏失責任」，通過彈劾案，公懲會決定懲處「降兩級改敘」。但柯文哲為公立學校（臺大醫學院）教師身份，朱武獻認為據1992年大法官釋字第308號解釋，柯文哲非《公務員服務法》規範的公務員，監察院與公懲會應無管轄權。臺大醫院在收到監察院公文後，決定扣薪處份。其妻陳佩琪醫師對此感到不滿，於8月20日召開記者會批評臺大，部份醫界人士對柯文哲進行連署聲援。
2012年6月，柯文哲等醫界人士組成陳水扁民間醫療小組，並由柯文哲擔任召集人，該小組判定陳水扁身體狀況不佳並發起連署，希望法務部能讓扁保外就醫。2017年9月30日，由於柯文哲在TVBS《少康戰情室》接受趙少康專訪時稱「他（陳水扁）一開始是裝的，後來變成真的病」，因而被陳水扁民間醫療小組免除召集人一職，而且此番言論遭到民眾檢舉。2018年6月，臺北市政府衛生局依違反《醫師法》裁罰柯文哲新臺幣2萬元罰鍰。
2013年5月1日，柯文哲收到法務部調查局臺北市調查處公函，將他列為大專院校教授涉挪用國科會補助款弊案的犯罪嫌疑人。5月10日，柯文哲前往臺北市調查處接受約談，在約談中他表示有三個國科會研究計畫，許多項目混合，但發票與報帳是由助理處理，並非由他負責。在約談後，檢方並未起訴柯文哲，柯文哲對約談舉動不滿，認為是司法選擇性辦案，國科會補助弊案是制度設計錯誤使然。因對公立大學教授是否為「公務員保險法」、「國家賠償法」、「貪污治罪條例」上所稱的「授權公務員」，輿論看法不一，最高法院也未做出統一見解。最高檢在2014年10月3日針對適用對象除了教授涉詐國科會補助款、還包括MG149帳戶等執行3項國科會研究計畫，總長裁示公立大學教授不具《刑法》的公務員身分，不依貪污罪偵辦。2013年6月，柯的學生臺大醫院急診部主治醫師曾御慈遭一酒駕闖紅燈的汽車業務員撞擊，送至亞東醫院，柯文哲雖至該院指揮急救，但最終宣告不治。柯文哲在此事件後成立台灣酒駕防制社會關懷協會，投入酒後駕車防治。2013年8月，經監察委員黃煌雄邀請，至北京市參加蔣渭水學術研討會，會議後與黃煌雄一同探訪陝西省延安市。
2022年12月25日，柯文哲自台北市長卸任後返回臺大醫院工作，隔年2月1日，柯文哲從台大醫院提前退休。

## 早期政治活動

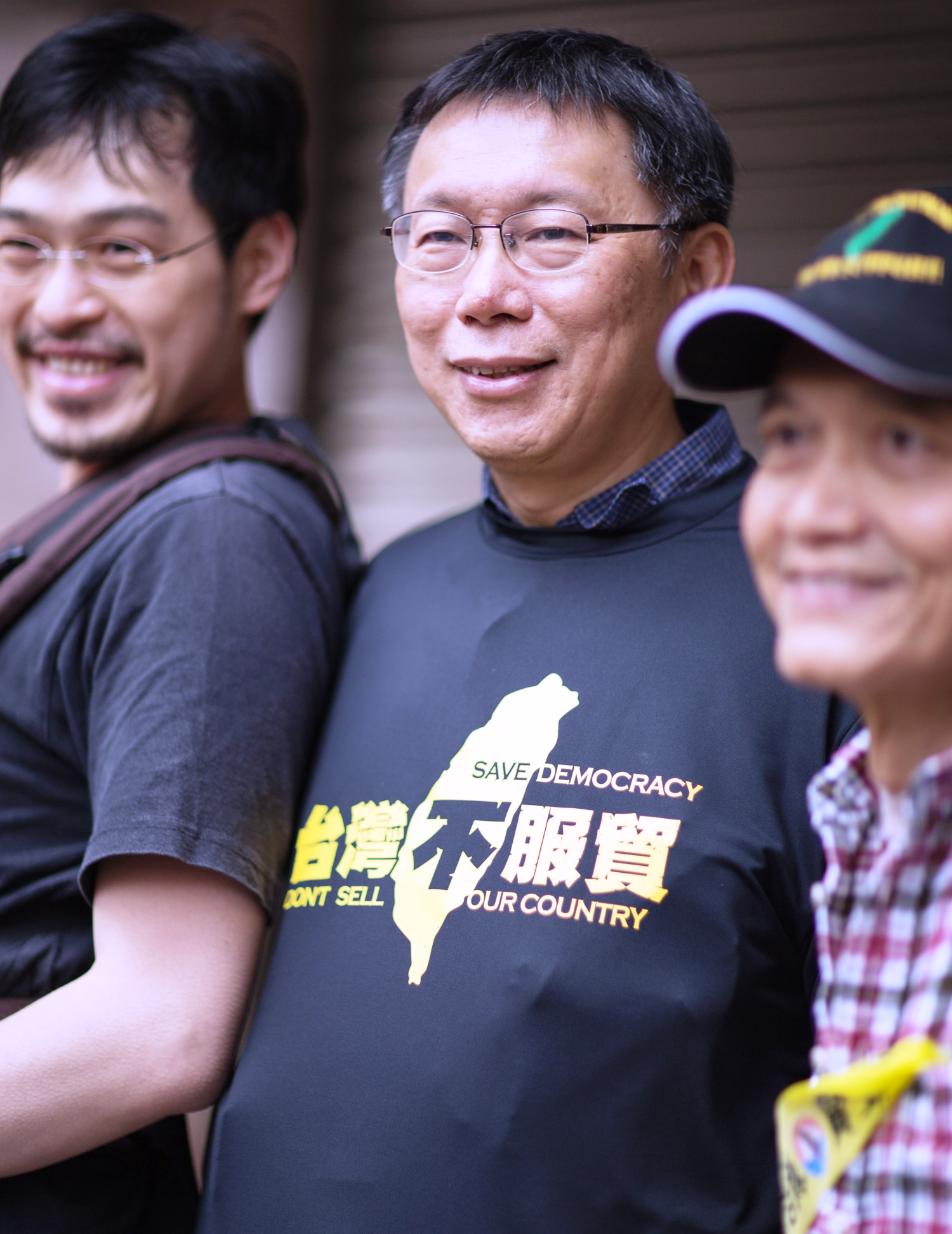
參加330反服貿保民主50萬人大遊行聲援太陽花學運以反黑箱為主的柯文哲

1994年民進黨籍的陳水扁選臺北市市長時，柯文哲為扁醫界後援會幹部。2000年，柯文哲擔任陳水扁競選總統臺大醫院後援會召集人。2012年4月，柯文哲參與凱達格蘭學校當學生。
柯文哲曾支持民進黨籍的蔡英文競選總統，為蔡組織競選後援會與進行募款，也是小英之友會常任理事。但柯文哲也曾批評蔡英文提出的臺灣共識內容不夠清楚。
柯文哲曾多次批評中國國民黨，曾表示與民主進步黨有共同的戰略目標，就是「臺灣人要做臺灣這片土地的主人」。
柯文哲在被媒體訪問關於連勝文槍擊案中表示自己是“深綠”的立場。

## 臺北市市長

### 參選

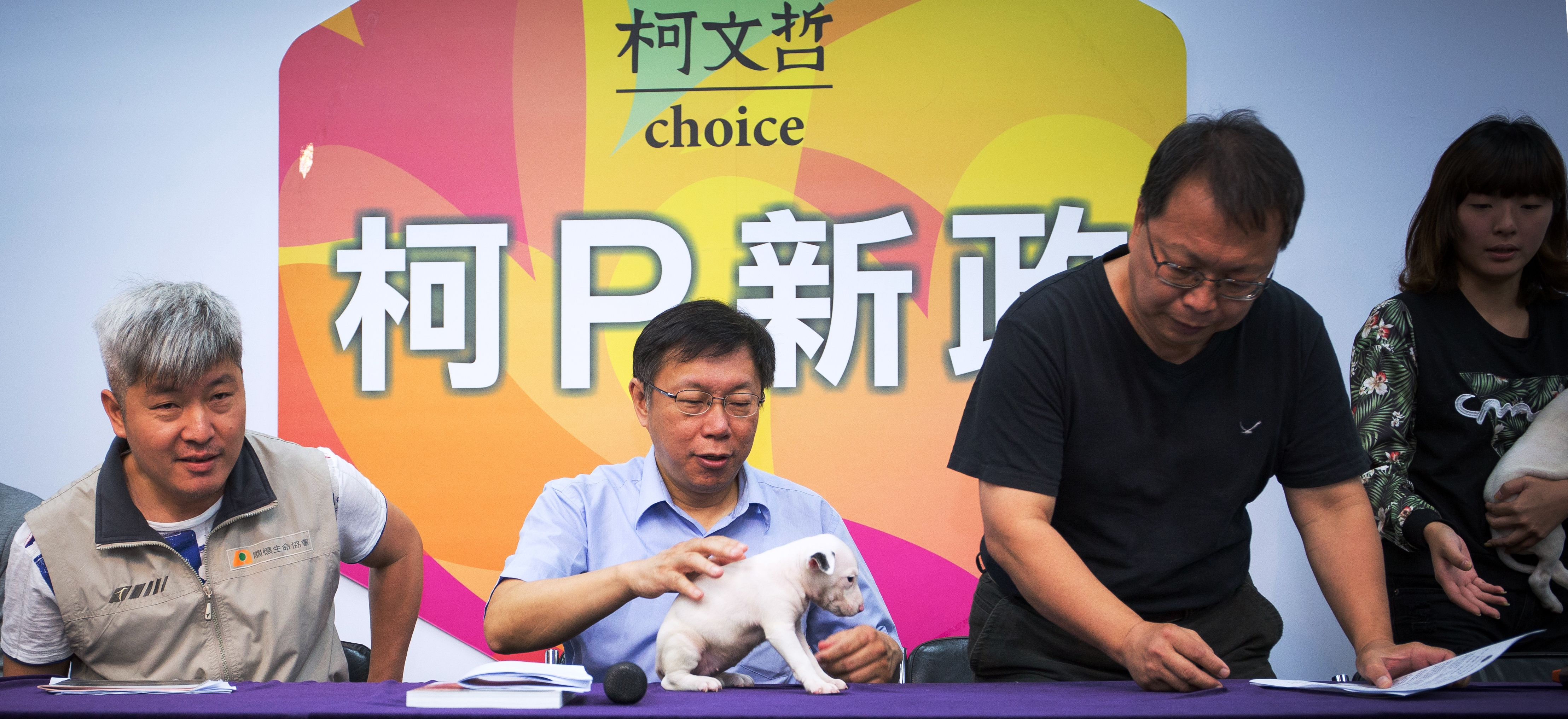
獨立臺北市市長候選人柯文哲與動保人士何宗勳（左）在「打造動物友善城市」記者會上

2013年9月，柯文哲接受節目採訪時表示可能參選臺北市市長，但其父親堅決反對他踏入政治，因此還在思考。
2014年1月6日，柯文哲表態參選，並在座談會中表示，臺大醫院失誤移植愛滋病患器官案是決定參選的主因。1月16日，成立競選辦公室，並以青年海選計畫徵求人員。他決定以無黨籍身份參選，與獲得民進黨第一階段初選出線的姚文智舉行3場辯論，進行在野整合。6月，整合民調由柯文哲勝出，民進黨同意不推出候選人，由柯文哲代表在野聯盟競選。柯表示選後不會加入民進黨。競選團隊成員包括：姚立明為總幹事；李應元負責政黨平台；紀政負責公民團體平台；邱于芸負責We Care青年公民營；郭正亮、楊蕙如、張益贍和范揚杰等擔任幕僚；民進黨市議員簡余晏、醫師潘建志、以及從青年海選招聘來的林筱淇和廖泰翔為發言人。選舉期間曾參訪日本東京、大阪、美國紐約和舊金山。
11月7日，臺北市市長辯論中被問到：「國家的認同立場是甚麼？支持臺獨嗎？如果當選後會加入民進黨嗎？」時，柯文哲回答：「我當選以後不會加入任何政黨」、「臺灣政治上最大的問題就是藍綠惡鬥。」、「來自228家庭，我有我的背景，但是我常常在思考，難道我們要繼續分裂下去嗎？臺灣不能是一個繼續分裂的國家。」、「中華民國就是我的底線，我今天選的就是中華民國首都的市長」、「臺灣必須要有一個機會重新開機，暫時擺脫藍綠互鬥的泥淖，這種意識型態的對立不斷激起，只是謀求個人或政黨暫時的政治利益，這不符合臺灣的長期發展。」 
9月10日，柯文哲陣營在選前80天公布第一波競選經費，包括募款收入和競選支出，並表示當選市長後也會要求市府各局處上網公告開會紀錄與經費。9月14日，柯文哲在民進黨造勢場合致詞，曾重話質疑對手連勝文的財務狀況。9月18日（選前72天），柯營公布柯文哲夫妻十八年以來（1995年到2013年）全部的所得稅扣繳憑單和個人財產，以及MG149一案葉克膜團隊（SICU）互助金帳號、存摺和所有私帳細目等，以此反擊連勝文陣營的質疑。11月10日，選前19天，又公布8月1日起至10月31日的第二波競選經費，同時為了遵守競選經費控制在新臺幣8,000萬元的承諾，宣布停止對外募款，並在11月15日關閉小額捐款帳戶。11月30日（當選翌日），其競選官方網站率先公布4月25日起至10月31日期間的競選經費明細，包括競選支出彙總表、人事費用支出、宣傳支出明細、租用競選辦事處支出明細、集會支出和收入統計明細、交通旅運支出明細、雜支及公共關係費用支出明細等。在選前公開競選收支及個人財產、達到法定限額時即宣佈停止募款而關掉捐款帳戶以及在選後隔天即公布競選收支明細。2015年1月7日，決定將新臺幣25,619,490元的選舉補助款全數捐出。
11月29日之開票結果，柯文哲以853,983票、57.16%的得票率當選，成為臺北市改制直轄市後首任無黨籍市長，也是時隔60年，繼吳三連及高玉樹之後的第三位無黨籍市長。柯文哲確定勝選後發表感言時提及：「造就臺北改變成真的力量，來自於庶民、鄉民和公民。我來自庶民，未來進入臺北市政府會繼續傾聽庶民的聲音。」
2015年2月1日，公布去年11、12月競選經費；由於電視廣告、文宣和選前密集舉辦活動等經費超出預期，致使競選期間募得的總收入新臺幣138,720,691元不敷總支出新臺幣141,220,460元，赤字新臺幣2,499,769元的部分將由選舉補助款支應。

### 連任
2018年，柯文哲再度競選寻求连任，但在2014年礼让柯文哲参选的民主进步党在此次选举中推出了该党候选人姚文智加入选战。最终柯文哲險勝中國國民黨参選人丁守中，丁因而提出「選舉無效」訴訟，另要求法院重新計票處理。同年12月13日，臺北地方法院公布重新計票的結果，丁守中仍輸柯文哲3,567票，相較於11月25日的開票結果多輸了313票。

### 政績與表現

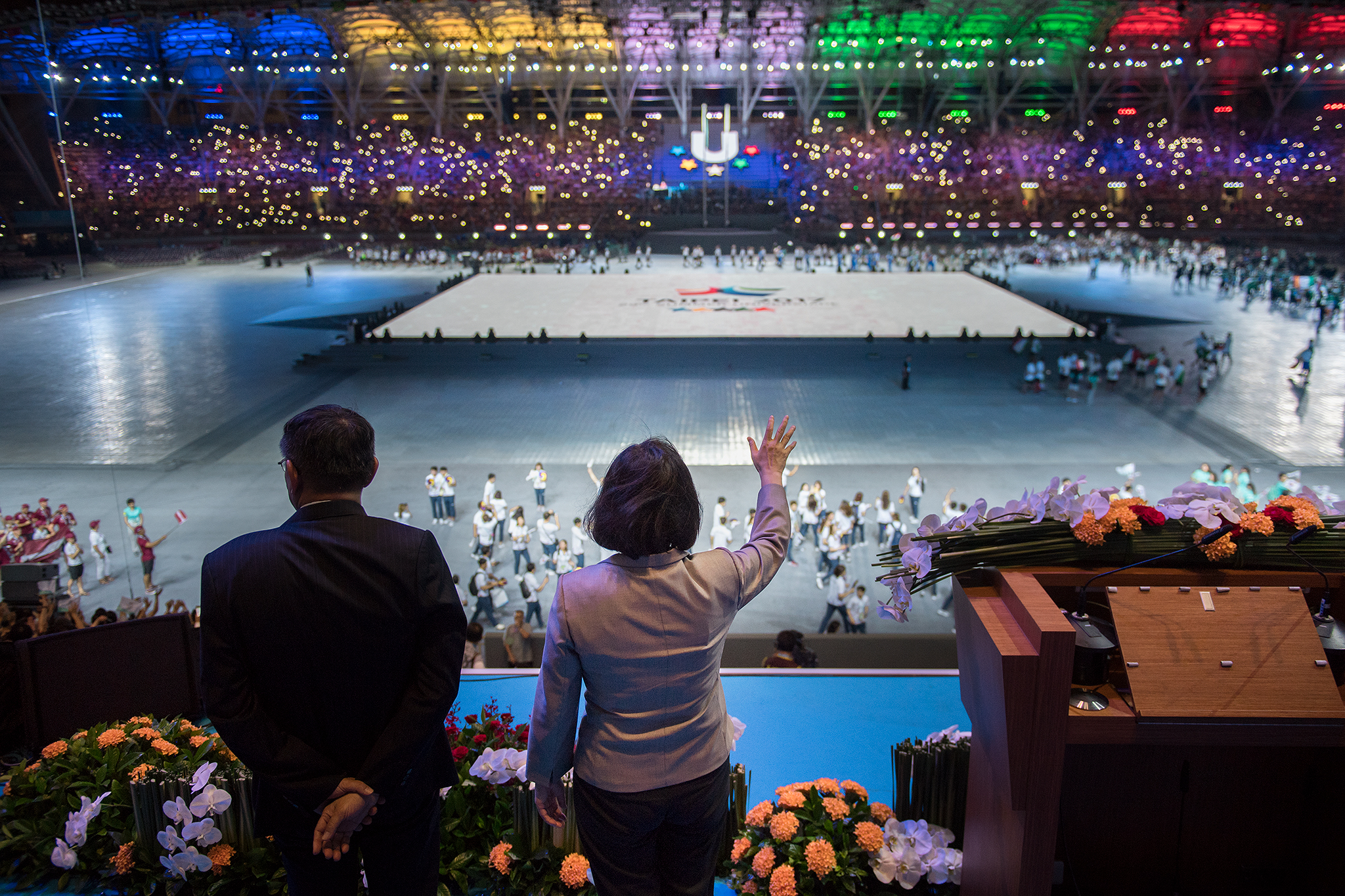
2017年夏季世界大學運動會於柯文哲任內舉行，圖右為時任中華民國總統蔡英文，左為臺北市市長柯文哲

柯文哲在2014年12月25日就職，並組成市政府團隊。他表示有競選連任的意圖，並對連任有信心。
12月28日拆除從未啟用的忠孝西路公車專用道，作為首個兌現的政見。2015年1月成立臺北市政府廉政委員會，針對競選期間提出的五大弊案（遠雄集團的臺北大巨蛋、太極雙星的臺北雙子星弊案、日勝生集團的美河市弊案、富邦集團的臺北文創大樓，以及鴻海集團的臺北資訊園區暨停車場興建及營運案）進行調查。
政策部分，為落實「開放政府，全民參與」政見，任內推動北市參與式預算，並成立北市開放資訊平台「Data. Taipei」資料庫、臺北市道路管線暨資訊中心、臺北市公共住宅戰情中心。
交通部分，在西區門戶計畫執行期內拆除忠孝橋引橋、調整忠孝西路路型、台北車站路廊調整，也於2018年與新北市聯手推出1280定期月票。
2018年8月16日，中国中央电视台以兩分半篇幅報導柯文哲，說他很有可能會投入參選2020年的「台湾地区领导人」。柯文哲回應，「我絕對沒有買央視廣告。」

## 台灣民眾黨

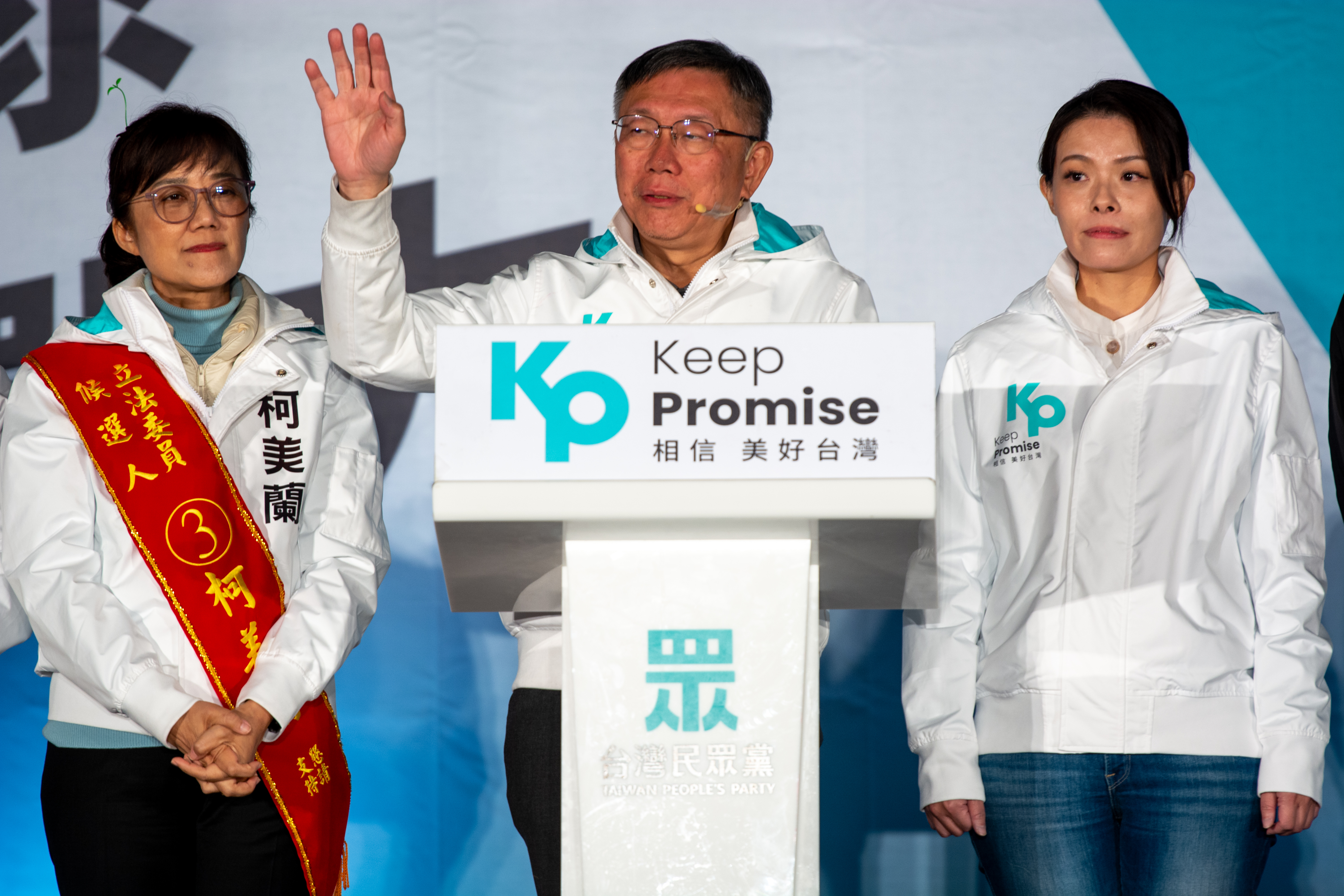
柯文哲與胞妹柯美蘭及時任新竹市長高虹安出席民眾黨於2024大選選前造勢大會

2019年7月31日，蔡壁如證實柯文哲想籌組政黨，名為「台灣民眾黨」。8月1日，柯文哲召開記者會向外界說明台灣民眾黨成立的理念，「以臺灣為名、以民眾為本，我們希望臺灣就是我們，我們就是民眾」。8月6日，台灣民眾黨在臺大醫院國際會議中心舉行創黨成立大會，柯文哲被推舉為首任黨主席。
2020年立法委员选举中，台湾民众党获得158万余票政党票，成功取得5席不分区立法委员席次，从而也获得了在2024年总统选举中由政党直接推荐总统候选人的资格。
2023年1月，柯文哲连任台湾民众党主席，并于5月获得民众党提名、11月与时任民众党不分区立法委员吴欣盈搭檔正式登记参选总统、副总统。

## 参选总统
當選臺北市市長以後，柯文哲參選總統的意願受到媒體關注。2017年10月在大學演講，柯文哲被問到他對人民、媒體及政府的看法時，他回應：「什麼樣的國民就會選出什麼樣的總統，所以本人還沒有達到選總統的程度，因為國民的素質還沒有到。」他沒有明確表態，直到2019年12月，首度表達有意願參選2024年總統選舉。

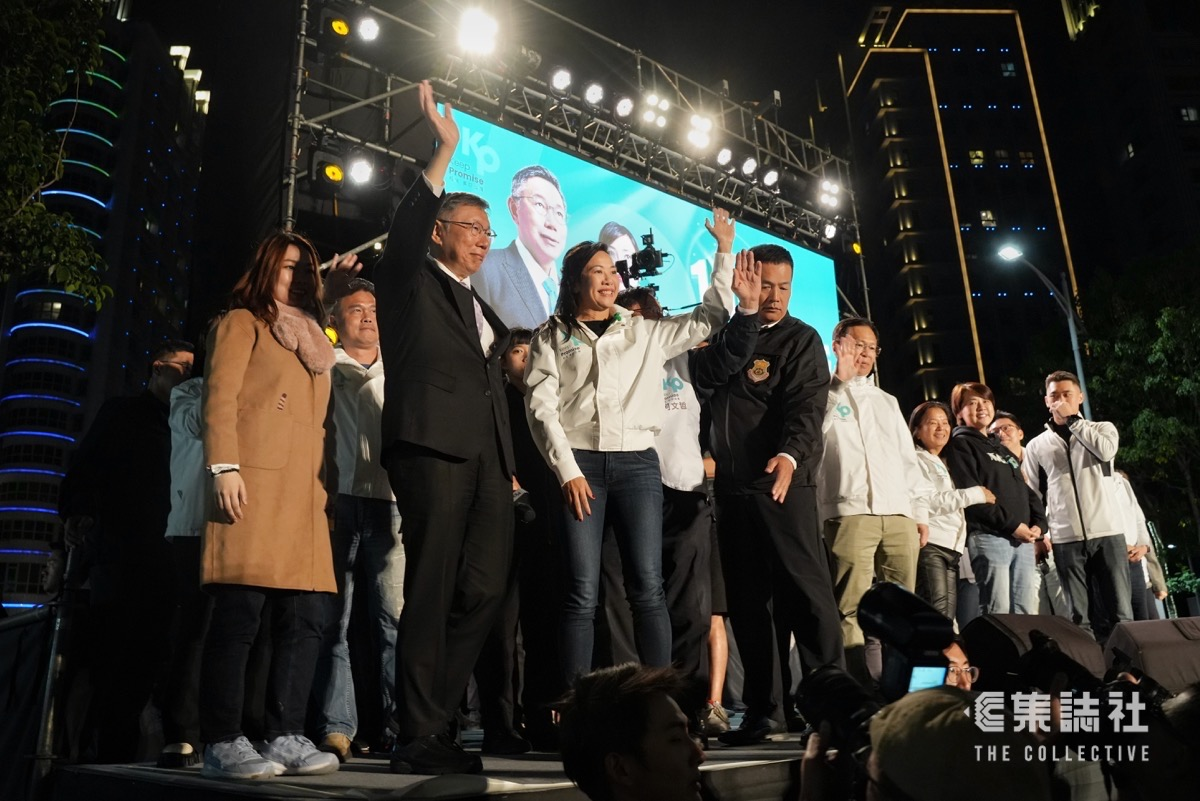
柯文哲與吳欣盈搭檔參選第十六任正副總統選舉

卸任市長前，他已經確定競選辦公室位置。儘管黨內提名作業尚未進行，他2023年4月時即以民眾黨總統參選人身分展開為期21天的訪問美國行程。美國行結束後，他投入黨內作業，於5月17日獲得提名，20日在淡水區舉行參選政見會。
柯文哲的競選活動，包括7月29日的募款演唱會《KP Show》，在Corner Max大角落多功能展演館舉行。
由于民主进步党提名的候选人赖清德民调持续领先、中国国民党提名的候选人侯友宜民调长期落后柯文哲，更未接近赖清德，在野阵营（主要包括中国国民党与台湾民众党）内有一部分人力主整合，只推出一组候选人与赖清德对决。尽管中国国民党政党实力强于台湾民众党，但由于柯文哲的民调在2023年5月至10月期间基本都领先侯友宜，柯也被包括部分国民党立法委员拟参选人在内的一部分人认为更有胜选的可能性。
柯文哲10月初第二次访问美国回台后，柯阵营与侯友宜阵营正式开始接触商讨整合事宜，但柯文哲竞选总干事黄珊珊、柯竞办主任周榆修、侯友宜竞办执行长金溥聪及国民党秘书长黄健庭之间的会晤未能取得任何共识。而尽管柯文哲与国民党主席朱立伦就政党协作达成一定共识、柯文哲、朱立伦、侯友宜与前总统马英九也在11月15日达成了内含总统候选人整合的“六点共识”，但是柯文哲方面在11月18日拒绝接受该整合方法所产生的整合结果，并最终在经历媒体拉锯战之后，于11月23日同连署通过的无党籍拟参选人郭台铭、侯友宜、朱立伦、马英九进行了君悦会谈进行最后努力，但最终仍然无法就总统候选人的整合问题取得共识。
总统候选人层面的“蓝白合作”破局之后，柯文哲于11月24日正式与时任立法委员吴欣盈登记参选总统、副总统，简称“柯盈配”，開票結果是柯盈配以3,690,466票、26.46%的得票率成為第三名未能勝選。

## 刑事指控

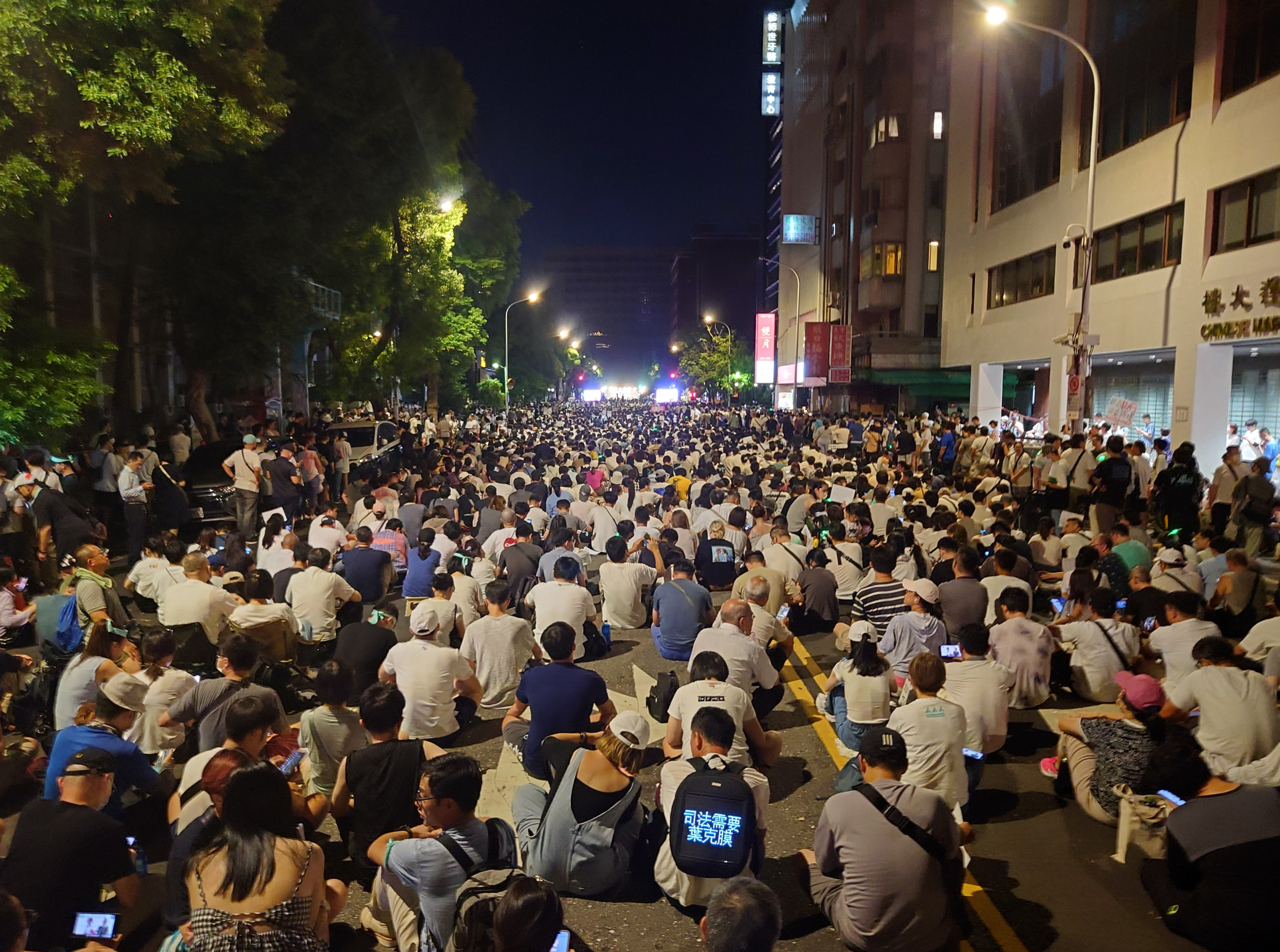
柯文哲遭羈押後民眾黨於立法院群賢樓旁濟南路舉辦集會，呼籲「司法與程序正義」

自2024年起，柯文哲因涉及京華城容積案與政治獻金申報爭議，先後遭到檢舉、調查與起訴，並引發政治與司法上的重大風波。

### 指控與調查啟動
2024年5月2日，中國國民黨籍台北市議員鍾小平指控柯文哲在市長任內，違法將京華廣場的容積率提高至840%，涉嫌圖利，向臺北地檢署告發，北檢以「他字案」展開調查。7月18日，監察院公布總統選舉候選人財產申報資料，柯文哲被指政治獻金申報不實，並與多家企業有不當資金往來，涉及數千萬元下落不明。

### 請假與羈押
2024年8月29日，柯文哲因政治獻金案向民眾黨請假三個月並接受黨內調查。隔日，因涉京華城案而被廉政署帶返台北地檢署接受調查，並於9月5日被台北地院裁定羈押禁見，又於11月1日延長羈押兩個月。
2024年11月18日，民眾黨中央委員決議柯文哲繼續請假三個月，並暫不設代理黨主席，由黨秘書長統籌政務。

### 起訴與交保攻防
2024年12月26日，檢方依《貪污治罪條例》違背職務收賄、圖利、侵占、背信等罪起訴柯文哲，總求刑28年6個月及併科罰金5000萬元，褫奪公權10年。隔日，北院重開羈押庭，最終以7000萬元保釋，須配戴電子腳鐐、不得與相關證人聯繫。交保後社會輿論兩極，有輿論認為司法應堅持偵辦，亦有聲援者批評政治追殺。
2025年1月1日，柯文哲向民眾黨中央請辭，並召開臨時中央委員會，決議由同黨立委黃國昌擔任民眾黨代理主席，其將擔任至該任期結束為止。同日，北檢抗告成功，而台北地院於1月2日裁決柯文哲等四人羈押禁見。因應此裁決，民眾黨於1月11日發起111釘孤枝，抗議政府對司法正義的破壞。

### 奔喪與延押
2025年2月17日，柯文哲的父親柯承發病逝。3月7日，其妻陳佩琪向法務部矯正署臺北看守所申請解除柯文哲的禁見，並返家奔喪獲准。3月10日告別式當天，柯文哲在警員戒護下出席儀式，離開會場時，陳佩琪高喊「司法迫害人權」，引發現場關注與媒體報導。
3月28日，臺北地方法院以案情重大、仍有串證之虞為由，裁定自4月2日起續押柯文哲兩個月。
同年5月，台北地院裁定從6月2日起繼續羈押2個月，並且停止接見與通信。

## 兩岸論述

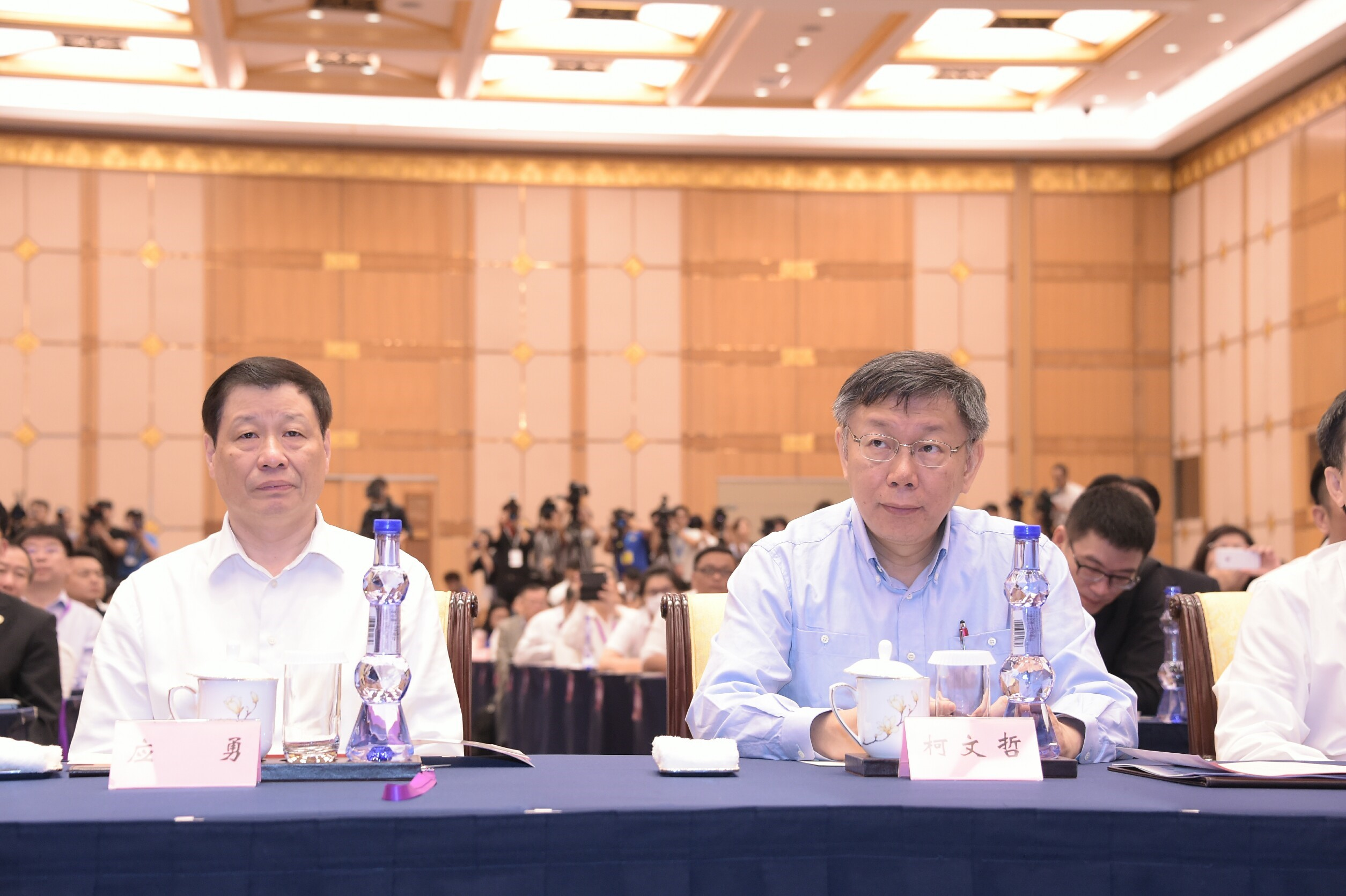
2017年7月2日，台北市長柯文哲赴上海出席臺北上海城市論壇期間會見上海市市長應勇

### 兩國一制
2015年台北市長柯文哲在接受美國《外交政策》雜誌專訪時，提議用兩國一制來取代一國兩制。內容提到，兩岸應深化交流，使文化差異減少，所以一制才是最重要的，兩制硬湊在一起是貌合神離；民主、自由、法治、人權、關懷弱勢與永續經營是普世價值，兩岸的普世價值愈接近，合作就會愈順利。一制是指一種社會基本價值，一個地區人民對社會基本價值的看法。縮短兩岸文化、生活態度及軟體的差距是重點，因為，兩岸軟體如果差距很大，要繼續交流會遭遇很多的困擾。一制的目的在於縮短兩岸在軟體的差距，比統一更重要的是合作。

### 一五新觀點
是由前臺北市市長柯文哲提出的兩岸觀點，認為九二共識不適宜；因为在2015年提出，柯將其命名为「一五新觀點」，又被稱為「四個互相」或「五個互相」，其重點講求與中國和平交流，而不是增進仇恨，也不是禪讓國家主權（中華民國）。柯描述「九二共識是下跪投降，我跟中國都是坐著交流。」其九二共識的內容是為中華人民共和國方面的統一，因而提出一五新觀點。一五新觀點中有描述到「一個中國」柯認同世界上只有一個中國（中華人民共和國）並非否認中華民國其主權。

### 兩岸一家親
因上海市委常委、統戰部部長沙海林代表市長楊雄赴臺北參加「2016年臺北上海城市論壇」，其統戰部長身分引發外界質疑。柯文哲表示，他「覺得還好」，臺灣民眾之所以反彈，係因兩岸文化隔閡。「統戰」在臺灣是被污名的名詞，但對岸認為統戰二字很正常。柯文哲解釋，對岸政府為尊重臺北，派出比副市長層級更高的官員，既然對岸願意派人來，我方當以禮待之，畢竟「兩岸一家親總比一家仇好」。
柯文哲競選辦公室發言人林昆鋒指出，早在2015年柯文哲已提過「兩岸一家親」的概念，且柯文哲的「兩岸一家親」定義非指政治狀態。柯文哲也表明「兩岸一家親不涉及政治」，其初衷是希望兩岸彼此諒解，因此柯文哲也提出「五個互相」原則（即一五新觀點），並促成蔡英文以中華民國總統身份在臺北世大運致詞。

### 兩岸關係
2017年，台北市議員陳慈慧問台北市長柯文哲「台灣是不是主權獨立國家？」，柯文哲回他聽過標準答案。柯文哲回答「是，但不是正常國家」。陳慈慧又問台灣是不是中國的一部分？柯回，「目前不是。」
2019年6月6日，柯文哲接受中国评论通讯社專訪時指出，中華民國的政府組織有外交部、也有大陸委員會，這很清楚地說明「兩岸事務不是外交關係、不是國際關係，而是一個有專屬定位的兩岸關係」；兩岸需要互相交流、互相理解，「遵守體制，改善現狀」。
2021年3月28日，柯文哲對於中國新疆棉抵制潮的問題，受訪時表示：「兩岸關係是太平洋兩岸與臺灣海峽兩岸之間的關係。是世界大事，反中在未來15年仍會是世界趨勢，中國要想辦法改善它的國際形象。中國不管做什麼都讓臺灣人不高興，不買鳳梨、派戰機飛來飛去、不讓臺灣加入世界衛生組織（WHO），『我都不曉得他們在幹什麼』。」並且堅持對臺灣不能加入世衛表達不滿：「對醫生誓詞裡有提到不能因病患的宗教、種族等因素而影響到醫療行為，臺灣不能加入WHO怎麼講都不對，其他國際組織有涉及到政治就算了，但WHO還不讓臺灣參加，在國際上對中國絕對是扣分。」

### 雙城論壇
2022年7月19日，台北市、上海市連線舉行。柯文哲致詞時未提及「兩岸一家親」等敏感字眼，並首度以中國解放軍軍機繞台、台灣農產出口受阻等，點出政治操弄讓兩岸關係愈來愈惡化，他堅持「5個互相」原則，用交流累積善意，期望兩岸能避免衝突，「甚至避免戰爭。」

## 爭議事件

### 歧視及物化女性
2014年9月，當時參選台北市長的柯文哲到嘉義市替民主進步黨嘉義市長參選人涂醒哲造勢時，稱其對手國民黨參選人陳以真「年輕漂亮，適合坐櫃檯，不適合當市長」，隨後引起一片譁然；同月，柯文哲到國立陽明大學（今國立陽明交通大學陽明校區）演講時開黃腔，說出自己會從事外科醫師的原因是因為婦產科「只剩下一個洞（指女性陰道）」，並不想「在女人大腿中討生活」，引起議論。
2015年2月，柯文哲說道台灣女性30歲未婚是國安問題。
2017年5月柯文哲對於「未徵收公共設施保留地」與「已被政府劃入機關用地」兩者表示就像「被強暴的比被誘姦的便宜」。
2018年8月柯文哲在網路直播說道，如果直播節目點閱破千萬的話就讓學姊黃瀞瑩「陪吃飯」，引起物化女性爭議；同年10月，柯文哲說台灣有些女性同胞會直接上街嚇人，意指不化妝的女性，引發議論。
2023年9月，柯文哲參選總統時稱「在當住院醫師時候，抽籤不要跟孕婦同一組」、「女生不見得會投給帥哥，男生很容易投給美女」，引發歧視孕婦及性別歧視爭議。

### 殖民進步論
2015年1月31日，柯文哲接受美國雜誌《外交政策》專訪時說「被殖民越久，果然越高級，蠻丟臉的」等語，文章刊出後引發議論。2月1日，柯文哲質疑外媒翻譯差太多，強調自己說的是「接觸」，否認曾說過「殖民」等語。2月2日重申，日後接受訪問時回答要更精確。柯文哲最初回應，是“翻譯錯誤”，外交政策随后公開當時的錄音檔，柯文哲才承認曾作過相關發言。

### 被指控是騙子
2018年10月，美籍作家伊森·葛特曼在其著作《屠殺》中文版的記者會上，指控柯文哲在器官活摘事件擔任中間人和業務，並且教導中國醫師葉克膜技術，同時稱呼柯文哲是騙子。
柯文哲控告葛特曼妨害名譽和公然侮辱。台北地檢署在2020年8月對葛特曼做出不起訴處分，高檢署駁回再議，柯文哲聲請交付審判，台北地方法院在2023年9月駁回聲請，全案確定。 

### 嚴重特殊傳染性肺炎期間相關事件
2020年，衛生福利部部長陳時中原不公開因嚴重特殊傳染性肺炎而滯留武漢的臺灣人與中國大陸籍配偶返臺後的隔離安置地點，而柯文哲於同年2月2日在接受媒體採訪時公開臺北市的安置場所，引起爭議；陳時中於同日表示不排除對此開罰。2月3日，柯文哲受訪時表示臺北的收容地點需要北市府支援醫療人力、警衛、後勤補給，幾百人在一個收容所，不可能家屬、周邊居民和支援工作人員都不知道。柯文哲認為，與其遮掩躲藏，不如公開透明，並認為如果陳時中要開罰，「那你就先跟我講，什麼是我可以講的，什麼是我不能講的」、「不然衛福部給我們臺北市公文，上面就給我註明密件」。同日，指揮中心應變監測官莊人祥表示，對於柯公開隔離場所，指揮中心依規定辦理，「沒有說要罰他。」；指揮中心內部對於隔離地點會再研議後續做法，「也沒說一定不公布」。依據「指定徵用設立檢疫隔離場所及徵調相關人員作業程序與補償辦法」第四條，設立機關為地方政府，應是「依指揮官指示」，公告隔離場所，也就是說公開需要是依照指揮官的指示，而非自行貿然公開。
2021年6月7日及8日，好心肝診所為1285人施打了AZ疫苗，並聲稱被施打者為診所志工，但當媒體取得施打名單聯係後，發現其中很多人并非優先接種人員，包括藝人郭子乾、侯昌明、翁家明，永豐餘生技總經理何奕佳，PCHOME集團董事長詹宏志，愛奇藝高級副總裁楊鳴皆承認已施打疫苗。好心肝診所為心臟病及肝臟病診所，診所負責人許金川是台大醫院肝病權威且為臺北市長柯文哲的恩師。
2022年4月27日，柯文哲稱必要時會軟性封城。因按確診數圖表預測，預估到5月18日北市單日確診數將達50萬例。最後實情並不如柯文哲所預測。

### 學歷歧視
2023年7月，柯文哲在著作《白色的力量》中提到「我們台灣，第一流的人才讀醫學院，二流的讀工學院，三流的商學院，讀法和農的，佔第四第五，文學院的差不多第六流的，藝術的就根本不入流了。所以，我看台灣是不會有莎士比亞的，也不會有米開蘭基羅，藝術創作也要很聰明的人才做得好。我想應該要有些聰明的人去讀政治經濟，台灣才會有希望。不過，讀醫學系會使聰明的人變笨，笨的更笨。我們就是這樣變笨的。所以台灣才會變得這樣沒有希望。」遭批。
2023年11月15日，柯文哲出席《2024總統大選青年論壇》，昔日稱國中畢業不升學「吸毒機會是99倍」引發爭議，柯文哲說，從前後文來看都沒有問題，但網軍、名嘴與側翼剪接後就有問題。他重申，發現國中畢業沒有升高中，吸毒比率比有升學多99倍，這是『台北市』的數據，國中畢業沒有唸高中、高職的，把智障、身體不好或是去公司上班的，剩下的那些人，吸毒的百分比比在學唸書的多好幾百倍，如果繼續沒有人理他，在社會上會發生什麼事不知道。。
2024年2月3日，柯文哲在與支持者見面會提及民眾黨選情，他認為民眾黨支持度現在已經達到22%，要泡沫化不容易。他分析，民眾黨在全國拿下最高票的前10個票箱，除了前3名之外，其他7個全都在新竹科學園區，認為這裡的基本盤已經有30%，新竹縣的總統票拿到35.6%、政黨票也有28.8%，未來只要對的人來選，甚至連新竹縣長都有機會贏。柯文哲還說：「民眾黨的支持者有幾個特色，包括中間、年輕、高教育，還比喻民眾黨很像新加坡的人民行動黨，是菁英政黨，如果有規定念大學的人才有投票權，那我們一定贏」。

### 農地使用
在2024年總統選舉期間，柯文哲遭指控其名下位於新竹市的農地未作農業用途，反而鋪上水泥供遊覽車使用。新竹市政府勘查後確定該地違規使用，同時要求限30日內恢復農用。柯文哲描述該土地是由父親購入，在這2年才作為停車場，並稱將與遊覽車公司解約、挖除水泥鋪面以及將購入土地以來的租金捐予新竹市使用。民進黨發言人卓冠廷調閱過往土地資料，發現2008年7月柯文哲和其他5人買地後，10月時停車場就已出現。他質疑柯文哲多年來是否有收租金、報稅，又是誰主導農地違規使用？數日後，柯文哲派挖土機挖除水泥並進行網路直播，直播時即發現其下埋有鋼筋水泥等事業廢棄物，而被民眾檢舉請新竹市政府調查，事後同黨的高虹安市府稽查後認定「初步未見事業廢棄物或營建廢棄物等棄置的情形」。事後柯按照規定處理，決定過一陣子要把土地賣掉，但截至2024年1月底仍未見改善，民眾黨新竹市議員李國璋稱已向新竹市政府申請展延，但截至2024年2月底仍未見改善，民眾黨新竹市議員李國璋稱已向新竹市政府申請展延。民眾黨新竹黨部主委李國璋表示，已整地並種植芭樂樹苗恢復農用；市府說，已收到地主恢復農作使用資料將審查。
該農地於2025年6月售出。

### 其他爭議、歧視言論

#### 臺北市市長任內
2015年1月，當時柯文哲擔任臺北市市長，時任英國運輸大臣麥克洛林來訪時將一支手錶贈予柯文哲。事後，柯文哲稱要將該錶「賣給收破銅爛鐵的」，言論引發社會輿論爭議，後來柯表示將公開道歉，以示負責。
2016年1月，柯文哲12日下午受訪時被問及美河市案和國民黨基隆立委候選人兼前市長郝龍斌，柯文哲指稱「如果郝龍斌對美河市案什麼都不知道的話，可以去死一死」，郝龍斌隨後反擊「藥不能亂吃、話不能亂講。」柯文哲晚間受訪時表示，小時候常被母親用比較粗魯的台語罵，今日才不慎脫口而出。
2019年2月，柯文哲快閃60小時訪問以色列，行程前往位於聖城耶路撒冷的猶太大屠殺紀念館參觀，27日返抵國門時接受媒體訪問，表示希特勒屠殺600萬人的歷史悲劇，是猶太人對國際上最大『宣傳』。對此台北市可巴德猶太協會表示柯用語輕率，猶太人透過教育、展覽及其他活動紀念大屠殺，目的不在於「宣傳」，而是「提醒」世人記住歷史教訓，不要重蹈覆轍。
2020年末，柯文哲脫口「不希望社宅裡面全是窮人」引發爭議，蔡壁如表示，柯市長上任後致力興建社會住宅，過往社宅總是給人是提供窮老髒的人居住，興建初期撒冥紙抗議頻頻，隨著興隆、健康、東明等社宅興建落成，民眾眼見為憑，接受度也越來越高，為讓社宅落實混居的概念，房型主要以一至兩房型為主，依比例提供低收入戶、青年及一般戶等申請。遭批歧視貧窮。
2022年曾在「原住民族青年論壇」而被問到原民升學優待導致校園適應等問題，柯文哲表示：「你已經很不錯了對這個社會有貢獻有正面的，這樣就好了，不然你想怎樣，我就給你一個評語叫無病呻吟。」。

#### 參選總統期間
2024年1月總統選舉前夕，動保政見挨轟歧視原住民族。長期關注動保議題的獨立媒體「窩窩」公布3黨總統候選人動保政見，對於如何改善野生動物保育與原住民狩獵文化衝突，柯文哲提出「對原住民教育宣導，改變其宗教、獵食方式，嚴格取締傷害動物的手段與工具」，遭批評不尊重原住民族文化。柯文哲回應沒走智庫流程有失誤，獨立媒體「窩窩」臉書貼文回應，民眾黨政策內容有經其黨部確認。
2024年7月30日，柯文哲受黃光芹專訪時，於節目中表示「賴清德留個小鬍子，會愈來愈像希特勒」。

## 公眾形象
- Google「2014年臺灣十大快速竄紅人物搜尋排行榜」第一名[200]
- Google「2014年快速竄紅關鍵字排行榜」第八名[201]
- Yahoo!奇摩「2014年十大新聞人物」第二名[202]
- Google「2018年快速竄升人物」第二名[203]
- Youtube「2024年1月初占據影片發燒榜前五名」

中正大學研究生温青凰認為，柯文哲被認為在市長任內除了保留他在政治素人時期的「有話直說、不假修飾」、「庶民氣息的親和力」、「機智幽默的應答對策」、「爭議性言論」、「迴避」五種說話風格外，更增加了「我行我素」風格，面對敏感政治議題則使用較多「迴避」風格，展現「政治素人」到「政治人物」的改變；因為其醫生的背景身份，柯文哲市長在執政時期說話也大量使用從政前身份的背景知識，這也影響了媒體對柯文哲的評價。

### 大眾文化
柯文哲2016年在電影《52 Hz I Love You》中客串自己。
圖文自傳《漫畫柯文哲》，作者為柯文哲本人、繪者為識御者，由商周出版。
全民大劇團音樂劇「倒垃圾」3度加演巡迴，邀民眾黨主席柯文哲扮演「柯P」。

## 選舉紀錄
| 年度 | 選舉屆數                 | 選舉區                   | 所屬政黨   | 得票數    | 得票率 | 當選標記 | 備註 |
| ---- | ------------------------ | ------------------------ | ---------- | --------- | ------ | -------- | ---- |
| 2014 | 第六屆臺北市市長選舉     | 臺北市                   | 無黨籍     | 853,983   | 57.16% |          |      |
| 2018 | 第七屆臺北市市長選舉     | 臺北市                   | 無黨籍     | 580,663   | 41.07% |          |      |
| 2024 | 第十六任總統、副總統選舉 | 第十六任總統、副總統選舉 | 臺灣民眾黨 | 3,690,466 | 26.46% |          |      |

## 著作
- ——; 林裕峯; 臺大醫院駐院醫學團隊. . 臺灣商務印書館. 2013年10月1日. ISBN 9789570528817.
- ——. . 三采文化. 2014年1月17日. ISBN 9789862299678.
- ——. . 三采文化. 2014年10月9日. ISBN 9789863422396.
- ——. . 三采文化. 2015年11月6日. ISBN 9789863424703.
- ——; 蔡壁如. . 金名圖書. 2016年5月1日. ISBN 9789578804760.
- ——; 蔡壁如; 賴建亨. . 金名圖書. 2016年7月1日. ISBN 9789865640408.
- ——. . 三采文化. 2018年6月29日. ISBN 9789576580062.
- ——. . 商周. 2019年8月31日. ISBN 9789864777075.
- ——. . 商周. 2020年12月26日. ISBN 9789864779352.
- ——. . 商周. 2022年8月4日. ISBN 9786263183438.
- ——. . 商周. 2023年10月19日. ISBN 9786263188327.

## 演讲
| 时间           | 主题                                                          | 主题                                                                     | 地点         |
| -------------- | ------------------------------------------------------------- | ------------------------------------------------------------------------ | ------------ |
| 2012年11月28日 | 台灣人權發展及司法改革的遠景                                  | 台灣人權發展及司法改革的遠景                                             | 凱達格蘭學校 |
| 2013年10月     | 生死的智慧：正向的破坏（生死观）                              | 生死的智慧：正向的破坏（生死观）                                         | TEDxTaipei   |
| 2015年5月29日  | Understanding Human Behaviors from the Perspective of Science | Understanding Human Behaviors from the Perspective of Science            | 國立臺灣大學 |
| 2019年         | 這就是科學                                                    | EP1／政治人物「改革」為何總是被罵？阿北用細胞解釋給你聽！                |              |
| 2019年         | 這就是科學                                                    | EP2／中國磁吸效應！藍綠初選相殺！原來養草履蟲就看得出來？                |              |
| 2019年         | 這就是科學                                                    | EP3／從癌症治療看政治！除惡務盡→除惡「勿」盡？「與敵共存」才是生存之道！ |              |
| 2019年         | 這就是科學                                                    | EP4／砍敬老金民調跌了15%！搶發敬老金的卻落選？原來都是科學惹的禍！       |              |
| 2019年         | 這就是科學                                                    | EP5／冤案！燒女巫！強迫表態！政治人物的邏輯到底哪裡有問題？              |              |
| 2019年         | 這就是科學                                                    | EP6／用邏輯看假新聞！不要看到黑影就開槍！                                |              |
| 2019年         | 這就是科學                                                    | EP7／天啊，是世界奇觀！天底下的奇蹟和風俗，竟然都可以用科學來解釋？      |              |
| 2019年         | 這就是科學                                                    | EP8／阿北理化開課了！化學反應告訴你：為什麼政府總是變成人民的豬隊友      |              |
| 2019年         | 這就是科學                                                    | EP9／科學最終章！宇宙大爆炸重要？還是吃飽飯重要？                        |              |

## 外部連結
- 柯文哲的Facebook專頁
- 柯文哲的X（前Twitter）
- 柯文哲的Instagram帳戶
- YouTube上的柯文哲頻道
- 柯文哲的TikTok
- 柯文哲的Threads

| 中華民國政府職務 | 中華民國政府職務                                               | 中華民國政府職務                   |
| ---------------- | -------------------------------------------------------------- | ---------------------------------- |
| 臺北市政府       |                                                                |                                    |
| 前任： 郝龍斌    | 臺北市市長 直轄市民選第六、七屆 2014年12月25日－2022年12月25日 | 繼任： 蔣萬安                      |
| 政党职务         |                                                                |                                    |
| 臺灣民眾黨       |                                                                |                                    |
| 首任             | 台灣民眾黨主席 第一、二屆 2019年8月6日－2025年1月1日           | 繼任： 黃國昌（代理） 正任：黃國昌 |